# Limburgerhof
Limburgerhof là một đô thị thuộc bang Rhein-Pfalz-Kreis, bang Rheinland-Pfalz, Đức, 7 km về phía tây nam của Ludwigshafen.
Đô thị này có trung tâm hóa nông của công ty hóa chất BASF, công ty có trụ sở ở Ludwigshafen. 

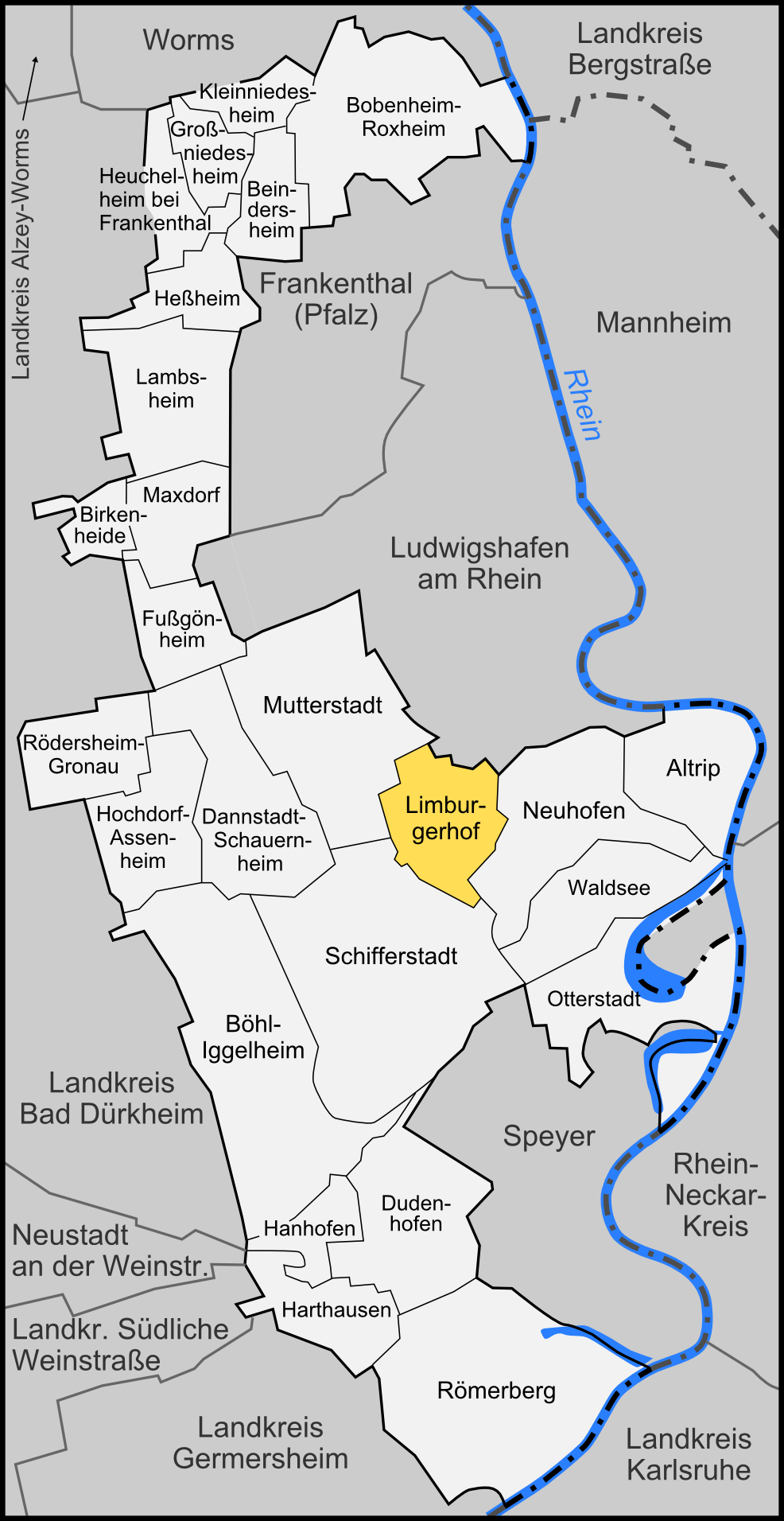

Limburgerhof nằm giữa Ludwigshafen và Speyer.